# Лейрфьорд
Лейрфьорд — коммуна в фюльке Нурланн в Норвегии. Является частью региона Хельгеланд. Административный центр коммуны — деревня Леланд.
Лейрфьорд был отделен от Саннесшёэна 1 июля 1915 года. В коммуне находится большой мост Хельгеланда.

## Общая информация

### Название
Коммуна названа в честь фьорда Leirfjorden. Старое имя фьорда вероятно было Leiri и происходило от названия реки Leira, устье которой находится в конце фьорда. Название реки происходит от слова leirr, которое означает глина.

### Герб
У коммуны современный герб. Он был принят в 1992 году. На гербе изображёно перекрестие зелёных веток на золотом фоне, что символизирует лесоводство и сельское хозяйство коммуны. Дизайн герба был разработан Ярле Е. Хенриксоном (англ. Jarle E. Henriksen) из Санднессьёена.

## Панорама

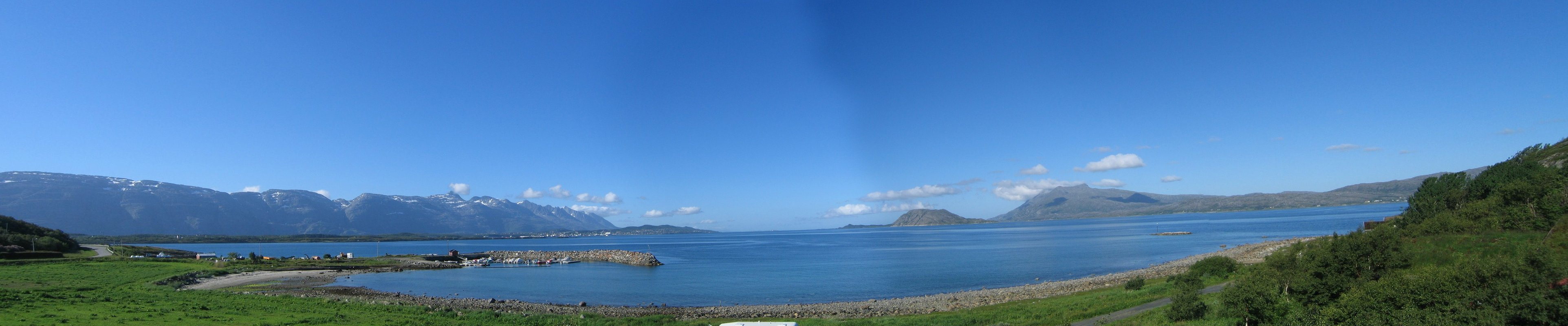
Панорама Лейрфьорда